# Margot Friedländer (survivante de la Shoah)
Pour les articles homonymes, voir Margot Friedländer et Friedlander.
Margot Friedländer (aussi Margot Friedlaender), née le 5 novembre 1921 à Berlin sous le nom de Margot Bendheim et morte le 9 mai 2025, est une survivante allemande de la Shoah.

## Biographie
Les parents de Margot, Artur Bendheim et sa femme Auguste, née Gross, étaient employés de commerce. La famille était de confession juive. En 1937, Artur et Auguste divorcent, et Margot vit dès lors avec sa mère et son frère Ralph, de quatre ans son cadet, à Berlin-Kreuzberg. Ils tentent à plusieurs reprises d'émigrer, sans succès, avec notamment un refus d'immigration des États-Unis en 1938. En 1942, le père de Margot est assassiné dans un camp d'extermination. Le 20 janvier 1943, Margot, sa mère et son frère planifient leur évasion d'Allemagne, mais Ralph est arrêté par la Gestapo. La mère de Margot laisse un sac à main avec son carnet d'adresses et un collier d'ambre chez des voisins avant de se rendre à la police pour accompagner son fils Ralph. Les voisins transmettent également à Margot le message verbal de sa mère : « Essaie de faire ta vie ». La mère et le frère de Margot seront assassinés dans le camp de concentration d'Auschwitz.
Dès lors, Margot vit dans diverses cachettes. Elle teint ses cheveux noirs en rouge Titien et remplace l'étoile juive par une chaîne avec une croix. Elle se fait opérer ou modifier le nez afin de ne pas correspondre au préjugé sur l'apparence des Juifs et ainsi d'être reconnue comme Juive. Elle trouve refuge chez des opposants au national-socialisme, bien que son sort ait également été exploité[pas clair]. Au printemps 1944, elle est contrôlée par des « Greifer » — des Juifs censés traquer et livrer d'autres Juifs pour le compte des SS. Elle est arrêtée et emmenée au camp de concentration de Theresienstadt. Là, elle rencontre à nouveau Adolf Friedländer, qu'elle connaissait grâce à son travail de couturière auprès de l'Association culturelle juive, où il était chef de l'administration. Lui aussi avait perdu toute sa famille.
Ensemble, Margot et Adolf survivent à la Shoah, se marient et se rendent à New York par bateau en 1946. Ils prennent la nationalité américaine et modifient leur patronyme pour « Friedlander ».
Margot Friedländer travaille à New York comme couturière et agente de voyages. Adolf Friedlander meurt en 1997. Après la mort d'Adolf, Margot a suivi un cours d'écriture biographique pour seniors au Y, l'institution culturelle juive où son mari avait travaillé. L'une de ses premières histoires parle de sa libération du camp de concentration. À travers la publication de ses histoires, Margot rencontre un documentariste qui réalise un documentaire avec elle dans son ancienne ville natale de Berlin. En 2003, Margot Friedländer accepte une invitation du Sénat de Berlin pour les « citoyens persécutés et émigrés » et se rend dans sa ville natale. Son autobiographie Essaie de faire ta vie (Versuche, dein Leben zu machen) est publiée en 2008. Après de nouvelles visites dans sa ville natale, elle décide de retourner y vivre en 2010 et récupère sa nationalité allemande. Ensuite, Margot Friedländer se rend dans des écoles et d'autres institutions dans toute l'Allemagne jusqu'à trois fois par semaine pour raconter son expérience. À cette occasion, elle porte parfois le collier d'ambre qu'elle a reçu de sa mère.
En 2011, elle se voit décerner la croix fédérale du Mérite, qu'elle reçoit le 9 novembre 2011 au château de Bellevue du président fédéral Christian Wulff.

## Prix Margot-Friedländer
En 2014, la Fondation Schwarzkopf a décerné pour la première fois le prix Margot-Friedländer. Le prix et le concours associé visent à motiver les élèves et les enseignants à traiter de l'Holocauste et de la culture de la mémoire et à utiliser les connaissances acquises pour s'impliquer dans la lutte contre l'extrémisme antisémite, le national-socialisme et néonazisme, et l'exclusion.

## Publications
- Margot Friedländer avec Malin Schwerdtfeger, « Essaie de faire ta vie ». Cachée à Berlin en tant que juive. Rowohlt Berlin, Berlin 2008  (ISBN 978-3-87134-587-6).
  - Livre audio (8 CD), lu par Margot Friedländer. Berlin 2015, speak low  (ISBN 978-3-940018-16-8).
- Je n'avais pas encore vécu, Dans : Tina Hüttl, Alexander Meschnig (eds.) : Vous ne nous aurez pas: des enfants juifs cachés racontent. Piper, Munich 2013  (ISBN 978-3-492-05521-5), p. 46–65. Courte biographie à la page 65f.
- Matthias Ziegler, J’adore Berlin. Margot Friedländer à l’occasion de son 100e anniversaire. Un portrait. Livre illustré, Lexxion Verlag, Berlin, 2021  (ISBN 978-3-86965-381-5).

## Décoration
- Grand-croix de l'ordre du Mérite de la République fédérale d'Allemagne (2025)

## Prix et distinctions
- 2009 : Prix Einhard pour Essaye de faire ta vie
- 2016 : Ordre du mérite de l'État de Berlin
- 2018 : Prix Obermayer d’histoire juive allemande (Prix du service distingué)
- 2018 : Citoyenneté d'honneur de Berlin[8]
- 2018 : Prix de la Deutsche Gesellschaft e.V. pour les services rendus à la communication allemande et européenne
- 2019 : « Talisman » par la Fondation allemande pour l’intégration
- 2021 : Médaille Jeanette Wolff[9]
- 2022 : Docteur honoris causa du département d'histoire et de sciences culturelles de l’Université libre de Berlin[10]
- 2022 : Prix Walther Rathenau (laudateur Frank-Walter Steinmeier)[11]
- 2023 : Croix du Mérite avec ruban de 1re classe (officier) de la République fédérale d’Allemagne[12]
- 2023 : Berlinoise de l’année[13]
- 2024 : Berliner Bär (Ours de Berlin)[14]
- 2024 : Médaille Mevlüde-Genç du Land de Rhénanie-du-Nord-Westphalie[15]
- 2024 : Prix de la télévision allemande (meilleur téléfilm/mini-série) pour « Ich bin! Margot Friedländer »[16]
- 2024 : Brigitte Award, prix d’honneur[17]
- 2024 : Prix de la compréhension et de la tolérance[18]
- 2024 : Bambi dans la catégorie courage[19]
- 2024 : Prix du public 3sat pour le film Ich bin! Margot Friedländer'[20]
- 2025 : Prix spécial du Prix de la paix de Westphalie[21]
- 2025 : Grand-croix du Mérite (commandeur) de la République fédérale d’Allemagne[22]

## Films documentaires
- 2004 : Don’t Call It Heimweh, film sur les visites de Margot Friedländer à Berlin par Thomas Halaczinsky (États-Unis), 60 minutes[23]
- 2010 : Späte Rückkehr,  par Thomas Halaczinsky, 45 minutes[24],[25]
- 2021 : Margot Friedländer : Témoins du siècle, un récit sous forme d’un dessin animé par Martin Priess et Michaela Kolster, 45 minutes[26]
- 2023 : Ich bin! Margot Friedländer, Docudrame, scénario  Hannah et Raymond Ley, UFA Documentary pour le compte de la ZDF, 90 minutes[27]

## Audioguide
Depuis juin 2013, les expériences de Margot Friedländer pendant la Seconde Guerre mondiale à Berlin et sa déportation au camp de concentration de Theresienstadt sont présentées dans un audioguide. Lors d'une visite interactive de la ville de Berlin, les auditeurs peuvent se promener dans différents endroits et cachettes.